# Stosstruppen

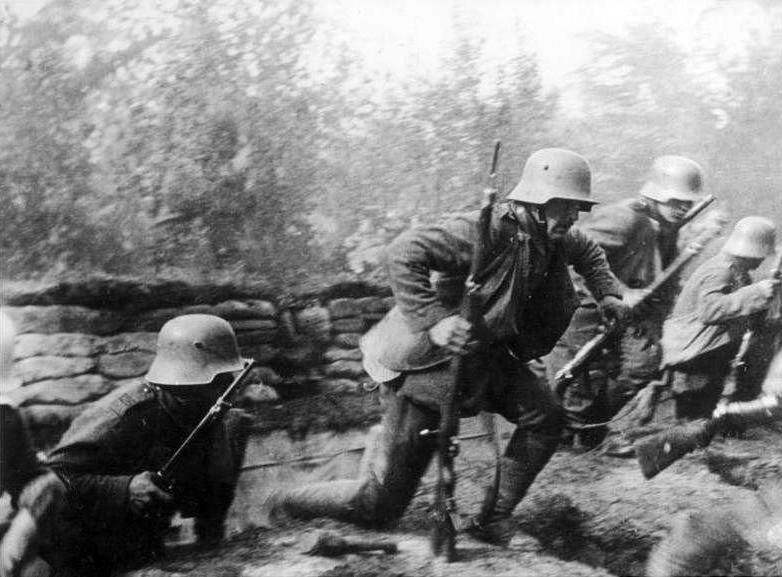
Soldados da Stoßtrupp lutando na primeira grande guerra.

Stosstruppen,  Stoßtruppen ou Sturmtruppen (em português: 'tropas de choque' ou 'tropas de assalto') eram tropas militares especializadas, formadas no último ano da Primeira Guerra Mundial, como parte dos novos métodos de atacar as trincheiras inimigas desenvolvidos pelo exército alemão, conhecidos como "táticas de infiltração". Os homens treinados nessas táticas eram conhecidos como Sturmmann  e recebiam formação das companhias Stosstruppen. Essa tropa especial foi responsável por grandes sucessos do exército alemão durante a Primeira Grande Guerra. Seus membros eram escolhidos entre os melhores soldados, recebiam treinamento e equipamento especial e  geralmente eram treinados por veteranos das mais sangrentas batalhas, como a do Somme e de Verdun.